# Спартак (женский волейбольный клуб, Москва)
«Спарта́к» — советский женский волейбольный клуб из Москвы. 

## Достижения
- двукратный чемпион СССР — 1938, 1940.
- двукратный серебряный призёр чемпионатов СССР — 1939, 1945.

## История
Женская волейбольная команда «Спартак» (Москва) принимала участие в чемпионатах СССР в 1938—1965 и в 1970 годах, являясь одной из сильнейших команд страны 1930-1950-х. «Спартак» стал первым чемпионом СССР среди клубных команд в 1938, через два года (в 1940-м) повторив свой успех. В первом послевоенном первенстве страны 1945 года команда стала серебряным призёром чемпионата, после чего подняться выше 4-го места ей уже не удавалось. С конца 1950-х результаты «Спартака» пошли на спад и в чемпионате 1965 года команда заняла лишь 17-е место, выбыв из числа участников союзных первенств. В 1970 году женский «Спартак» после 5-летнего перерыва играл во 2-й группе чемпионата СССР, но занял только 17-е место среди 20 команд. После этого женская волейбольная команда «Спартак» была расформирована.     
В пору своих высших достижений команда выделялась разнообразным, техничным нападением, подвижным блоком, азартной и цепкой защитой. В разные годы тренировали «Спартак» Григорий Берлянд, Владимир Михейкин, Илья Музыкантский, Александр Степанов, Александра Жарова.

## Ведущие игроки
- Александра Жарова — трёхкратная чемпионка Европы (1949, 1950, 1951), чемпионка СССР 1940;
- Нина Бодрова — двукратная чемпионка СССР;
- Зоя Козлова — двукратная чемпионка СССР;
- Нина Лагуткина — двукратная чемпионка СССР;
- Зинаида Зубарева — двукратная чемпионка СССР;
- С.Семёнова — двукратная чемпионка СССР;
- Юлия Бутенко — чемпионка СССР и Спартакиады народов СССР 1956 в составе сборной Москвы.